# Théorème de Krull-Akizuki
Le théorème de Krull-Akizuki est un théorème d'algèbre commutative qui donne des conditions sous lesquelles la clôture intégrale d'un anneau noethérien intègre est encore un anneau noethérien.

## Énoncé
Soient A un anneau commutatif intègre noethérien de dimension de Krull 1 (ie : tout idéal premier non nul est maximal), K son corps des fractions, L une extension finie de K, et B un sous-anneau de L contenant A. Alors B est noethérien de dimension 1. En outre, pour tout idéal non nul J de B, le A-module B/J est un A-module de longueur finie.
- Remarque : Une conséquence importante du théorème est que la clôture intégrale d'un anneau de Dedekind A dans une extension finie de son corps des fractions est encore un anneau de Dedekind. Ceci se généralise partiellement en dimension supérieure à 1 par le théorème de Mori-Nagata qui montre que la clôture intégrale d'un anneau noethérien intègre est un anneau de Krull.

## Démonstration
Supposons pour simplifier que {\displaystyle L=K}. Soit {\displaystyle {\mathfrak {p}}_{i}} les idéaux premiers minimaux de A, qui sont en nombre fini. Soit {\displaystyle K_{i}} le corps des fractions de {\displaystyle A/{{\mathfrak {p}}_{i}}} et {\displaystyle I_{i}} le noyau de l'application naturelle {\displaystyle B\to K\to K_{i}}. Alors :
{\displaystyle A/{{\mathfrak {p}}_{i}}\subset B/{I_{i}}\subset K_{i}}.
Si le théorème est vrai lorsque A est intègre, alors B est un anneau noethérien intègre de dimension 1 puisque chaque {\displaystyle B/{I_{i}}} l'est et que {\displaystyle B=\prod B/{I_{i}}}. Il suffit donc de montrer le théorème dans le cas où A est intègre. Soit {\displaystyle 0\neq I\subset B} un idéal et a un élément non nul de {\displaystyle I\cap A}. Posons {\displaystyle I_{n}=a^{n}B\cap A+aA}. Comme {\displaystyle A/aA} est un anneau noethérien de dimension 0, donc artinien, il existe un indice {\displaystyle l} tel que {\displaystyle I_{n}=I_{l}} pour tout {\displaystyle n\geq l}. Montrons que :
{\displaystyle a^{l}B\subset a^{l+1}B+A.}
Puisqu'il suffit d'établir l'inclusion localement, on peut supposer que A est un anneau local d'idéal maximal {\displaystyle {\mathfrak {m}}}. Soit alors  x  un élément non nul de  B , il existe alors n tel que {\displaystyle {\mathfrak {m}}^{n+1}\subset x^{-1}A} et donc {\displaystyle a^{n+1}x\in a^{n+1}B\cap A\subset I_{n+2}}. Donc,
{\displaystyle a^{n}x\in a^{n+1}B\cap A+A.}
Soit alors {\displaystyle n\geq l} le plus petit entier pour lequel l'inclusion est vérifiée. Si {\displaystyle n>l}, il est facile de voir que {\displaystyle a^{n}x\in I_{n+1}}. Mais alors, l'inclusion est aussi vérifiée pour {\displaystyle n-1}, ce qui est une contradiction. Donc {\displaystyle n=l} et l'assertion est démontrée. De cela il s'ensuit que:
{\displaystyle B/{aB}\simeq a^{l}B/a^{l+1}B\subset (a^{l+1}B+A)/a^{l+1}B\simeq A/{a^{l+1}B\cap A}.}
Ceci montre que {\displaystyle B/{aB}} est un A-module de longueur finie. En particulier, l'image de  I  est de type fini et donc  I  est de type fini. Enfin, ce qui précède montre que la dimension de {\displaystyle B/{aB}}  est nulle et donc que B est de dimension 1.